# 芝富村
芝富村（しばとみむら）は静岡県の東部、富士郡に属していた村である。現在の富士宮市南西部、富士川左岸にあたる。

## 地理
- 山：森山
- 河川：富士川、芝川

## 歴史
- 1889年（明治22年）4月1日 - 町村制の施行により、羽鮒村、西山村、大久保村、長貫村が合併して発足。
- 1956年（昭和31年）9月30日 - 庵原郡内房村と合併して富士郡富原村が発足。同日芝富村廃止。

## 交通

### 鉄道路線
- 日本国有鉄道
  - 身延線
    - 芝川駅